# باب الحديد (فاس)
باب الحديد هو أحد أهم أبواب سور فاس التاريخية، وتُعد البوابة الرئيسية لفاس البالي من الجهة الشرقية الجنوبية. وطراز بنائه زناتي موري، ويشير المؤرخون أن تاريخ انتهاء بنائه كان سنة 859م .